# Дзанони, Энрико
Энрико Дзанони (итал. Enrico Zanoni; Милан, 1948 — Милан, 1868) — итальянский архитектор, известный своими произведениями в стиле модерн.

## Биография
Энрико Дзанони родился в Милане в 1948 году и скончался в том же городе в 1868 году. Он был одним из любимых учеников Камилло Бойто. Дзанони получил признание за свой вклад в архитектуру стиля модерн в Милане, часто сотрудничая с художником Алессандро Маццукотелли, который специализировался на художественной ковке. Их совместные работы привели к созданию значительных архитектурных проектов, которые отличались уникальными декоративными деталями и инновационным подходом.

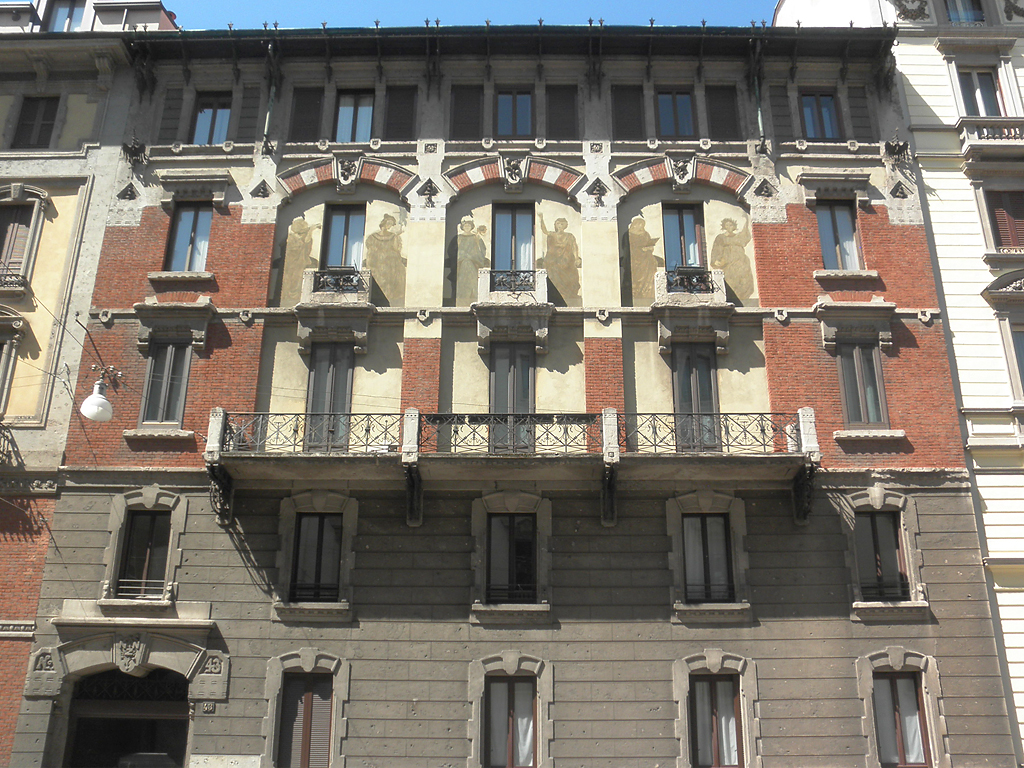

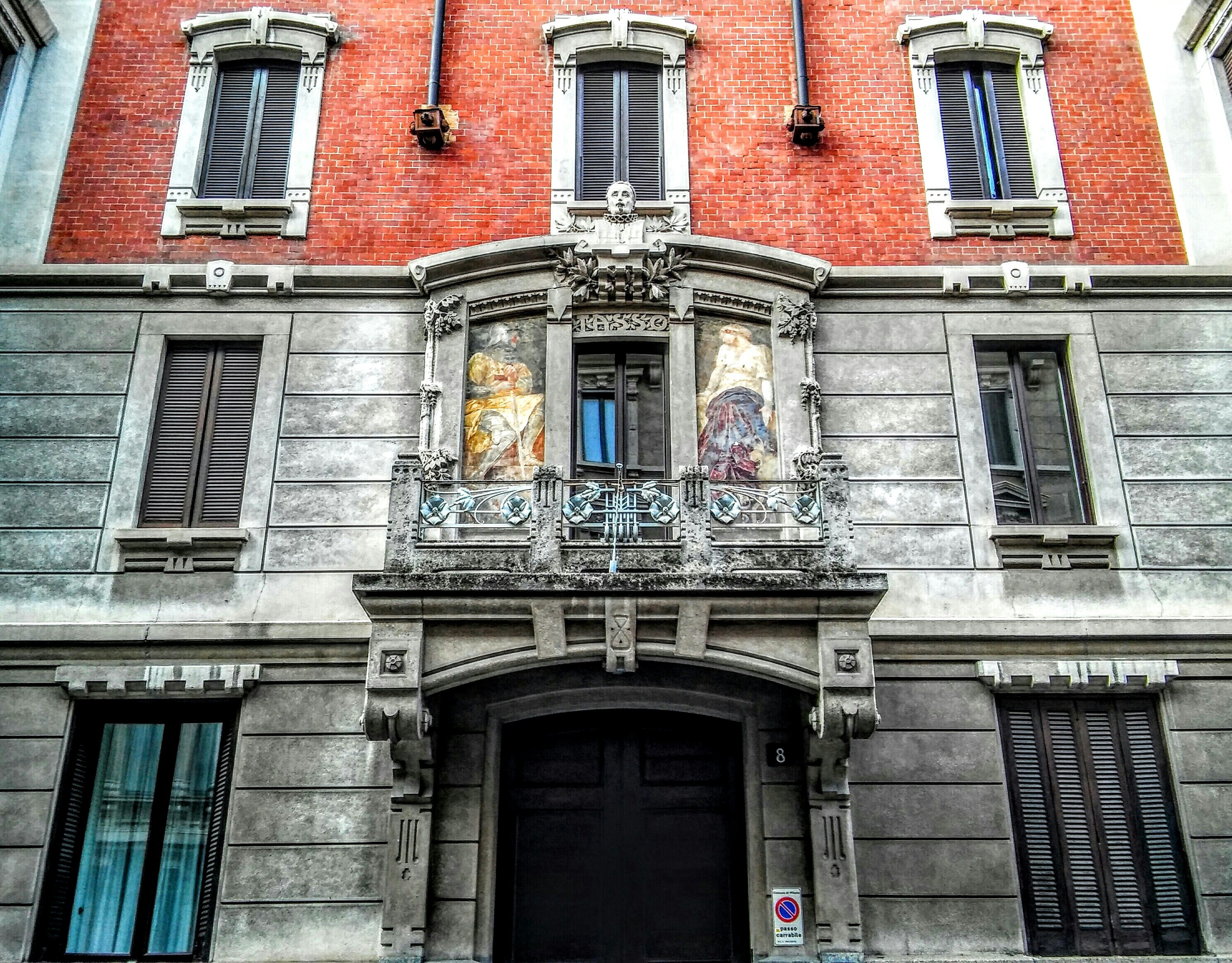

## Основные работы
- Дом Чёрного кота, Corso Monforte 43, Милан, построен в 1889 году в сотрудничестве с Алессандро Маццукотелли. Это здание известно своим новаторским использованием цветовых контрастов и художественными украшениями.
- Casa Cavenago, Corso Lodi 11 (Porta Romana), Милан, завершён в 1887 году. Здание отличается стилем модерн и выразительным использованием материалов.
- Палаццо Маццукотелли, Виале Блиньи 60 (Porta Vigentina), Милан, построен в 1886 году вместе с Алессандро Маццукотелли. Это здание является ярким примером стиля модерн.
- Casa Donzelli, Via Torquato Tasso 8 (Porta Magenta), Милан. (1912)
- via Burlamacchi 3 (Porta Romana), Милан, в сотрудничестве с Алессандро Маццукотелли и художником Освальдо Биньями (1856—1936), 1860 год
- Villa Ida Lampugnani-Gajo Parabiago